# Austrodecus varum
Austrodecus varum is een zeespin uit de familie Austrodecidae. De soort behoort tot het geslacht Austrodecus. Austrodecus varum werd in 1994 voor het eerst wetenschappelijk beschreven door Child. 